# 페주아타층
페주아타층 또는 페주아타 셰일은 오르도비스기 초기에 형성된 모로코의 지층이다. 라거슈테테 화석은 해상 환경에 퇴적되어 있으며 초창기 및 더 흔한 캄브리아기의 버지스 셰일형 퇴적층을 넘어서는 중요한 보존적 창구를 채운다.  이 지질 단위의 동물군은 페주아타 생물군(Fezouata biota)으로 종종 기재되어 있으며, 그리고 특정 보존 상태가 보이는 누층의 경우 보통 페주아타 라거슈테테(Fezouata Lagerstätte)로 불린다.

## 생물군

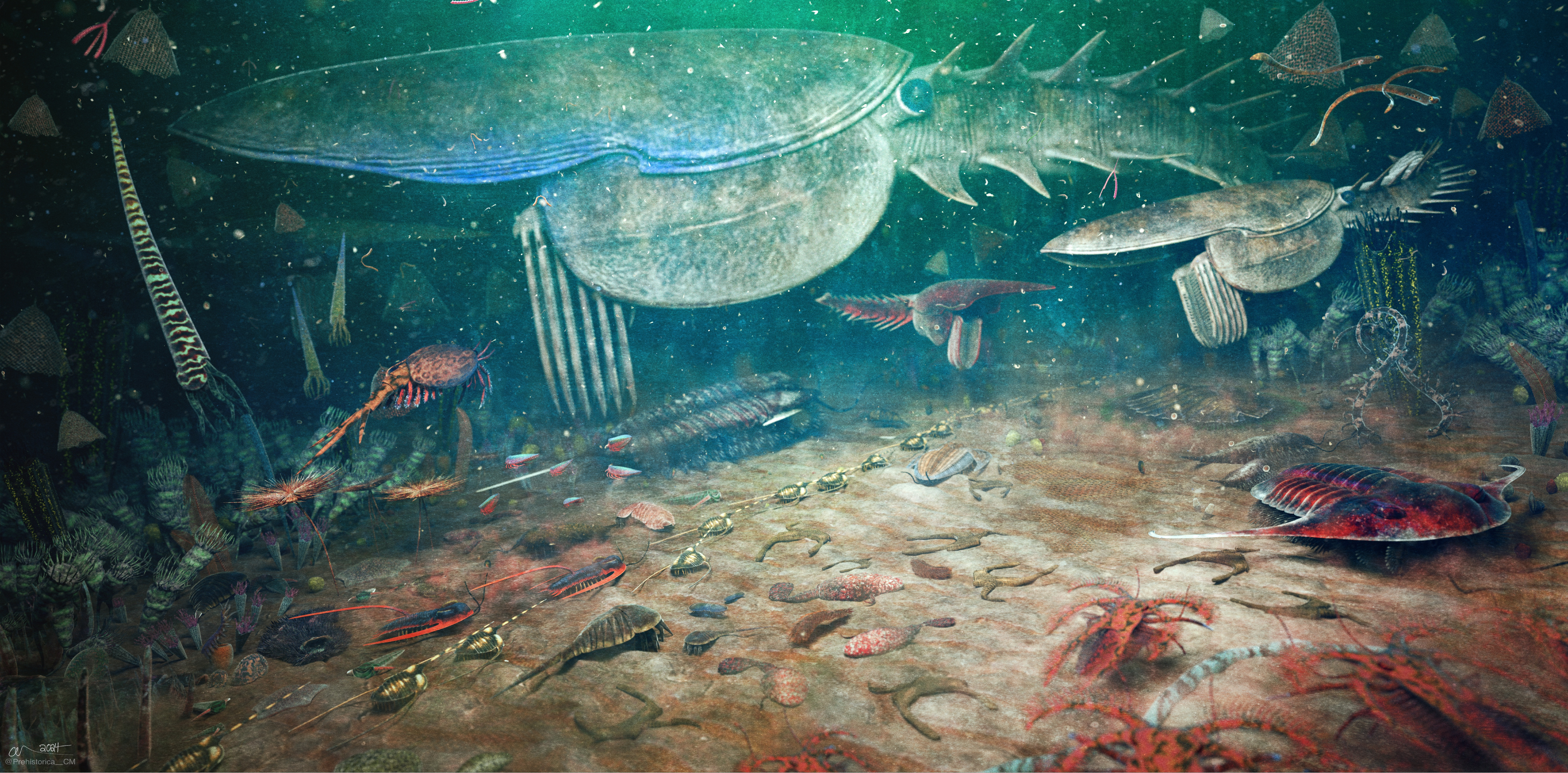
50종의 각기 다른 종들을 표현한 페주아타 생물군의 복원도. 당대 가장 큰 동물인 Aegirocassis benmoulai (몸길이 2미터 이상)가 해저 바로 위에서 헤엄치는 모습을 담았다.

초기 버지스 셰일형 생물군과 유사한 구성을 가진 50개의 개별 분류군에 해당하는 1,500점 이상의 비광물화 표본이 해당 누층에서 발견되었으며, 그보다 덜 풍부한 조개류 동물군도 발견되었다. 군집의 구성은 층서적 순서에 따라 크게 달라지며, 시간이 지남에 따라 풍족량과 동물군의 구성이 모두 변한다.  주요 굴은 존재하지 않지만, 퇴적층에는 작은(폭 1-3mm) 굴들이 있어 물이나 퇴적층에 산소가 충분하지 않다는 것이 보인다. 특히 주목할 만한 것은 캄브리아기에는 없는 생물인 태형동물과 필석류가 존재한다는 점이다.. 다양한 극피동물은 보통의 염도 범위를 보이며, 전반적 껍질 집단은 오르도비스기의 개방 해역에서 예상되는 보통의 껍질 동물군과 크게 다르지 않다. 비광물화된 집단에는 보통해면강, 엽족동물, 따개비, 환형동물, 방사치목 (아이기로카시스 등), 할키에리아과, 마렐라강, 팔라이오스콜렉스강, 영순목, 스카니아 뿐만 아니라 예상 분류 불명종 등 버지스 셰일에서 익숙하고 다양한 생물들이 포함되어 있다. 미트라타목, 마카이리디아류, 켈로니엘론류, 검미목 등 다른 오르도비스기의 특이한 생물들도 풍부하게 존재했다.

## 퇴적 환경

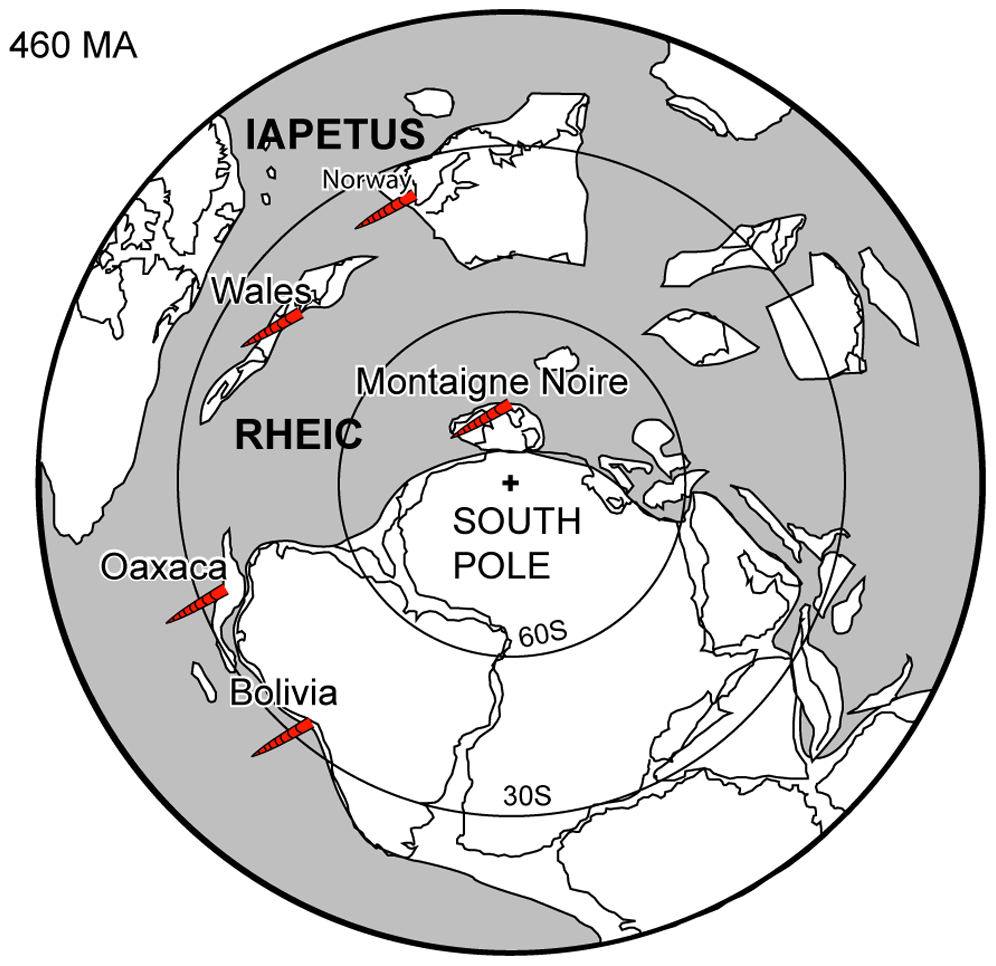
오르도비스기 중기(460 Ma)의 남극 고지리

화석 지층은 수심 50~150m 사이의 돌풍 파랑 작용 한계심도 바로 위(해안에서 하부 해안으로의 이동)에 퇴적되어 있다. 생물들이 그 자리에 묻혔을 가능성이 크다.폭풍 파랑 한계심도 위의 위치 때문에, 폭풍은 급속히 쌓일 수 있는 퇴적물을 동원하여 동물들을 가두어 보존 상태로 이어졌을 것이다. 따라서 그 집합은 저서 생물들이 우점해 있다.

## 보존
페주아타층의 화석은 보통 평평하게 찌끄러지며(일부는 원래의 3차원성을 어느 정도 유지하기도 하지만) 종종 황철석과 주석의 먼지로 덮여 있다. 이 화석 보존 상태의 외관은 청장의 것과 매우 유사하다. 비광물화된 부속지가 종종 남아있다. 전체적으로 누층의 두께가 1000m가 넘지만, 이 중 25m와 15m의 두 구간층만이 뛰어난 보존력을 제공한다.이 두 구간 모두 하부 지층의 상단 근처에 위치하며, 각각 Araneograptus murrayi와 Hunnegraptus copiosus 필석류 구역에 해당한다.

## 위치 및 층서학
화석들은 모로코 자고라 북부의 드라 계곡(Draa Valley)에 있는 500 제곱킬로미터 (190 mi2) 넓이의 지역에서 발견된다. 층서학적으로 풍푸한 층은 트레마독절과 플로절 사이에 걸쳐 있는 1.1km 두께의 암석 기둥에서 발견된다. 이 누층의 두 층서 구간은 화석을 함유하고 있는데, 누층 하부는 트레마독절 후기로 누층 바닥에서 260~330m 위에 위치해 있고, 누층 상부의 경우 570~620m로 플로절 중기에 해당된다.

## 역사
페주아타층의 라거슈테테는 1990년대 후반에 벤 물러(Ben Moula)라고 하는 지역 화석수집가가 해당 지역에서 작업 중이던 박사 과정 대학원생에게 찾은 것 중 일부를 보여주면서 처음으로 확인이 되었다.

### IUGS 지질 유산지
'캄브리아기 폭발과 대오르도비스기 생물다양화를 연결하는 예외적인 화석 보존'과 관련하여, 국제지질과학연합(IUGS)은 2022년 10월에 발표한 목록에서 전 세계 100개의 '지질유산' 집합체에 '젤티자그자우인의 오르도비스기 페주아타 셰일 화석지'를 포함시켰다. 이 단체는 IUGS 지질유산을 '국제 과학적 관련 요소 및 과정을 갖춘 중요한 장소, 참고 자료로 사용되거나 역사를 통해 지질과학 발전에 상당한 기여를 한 장소'로 정의한다.

## 고생물군
이후의 문헌들은 다음과 같다.

### 방사치목
페주아타 방사치목의 세 명명 종과 세 가지의 다른 미명명 종들이 이 누층에서 나타난다: 아이기로카시스아과의 프세우도앙구스티돈투스속의 세 번째 종, 침전물을 걸러먹는 후르디아류
| 페주아타층의 방사치류                          | 페주아타층의 방사치류 | 페주아타층의 방사치류                                         | 페주아타층의 방사치류 | 페주아타층의 방사치류 |
| 속                                             | 종                    | 층서                                                          | 비고 | 그림                  |
| ---------------------------------------------- | --------------------- | ------------------------------------------------------------- | --- | --------------------- |
| 아이기로카시스속 (Aegirocassis)                | A. benmoulae          | Araneograptus murrayi 구역, Baltograptus minutus 구역?        | 거대한 여과섭식성 아이기로카시스아과 후르디아형 방사치류. 범절지동물 중 가장 크고 방사치류 중에서 가장 큰 크기를 자랑하는 동물로 몸길이는 2m이다.                                                                     |                       |
| 프세우도앙구스티돈투스속 (Pseudoangustidontus) | P. duplospineus       | Sagenograptus (Araneograptus) murrayi 구역 및 페주아타 상부층 | 여과섭식성의 아이기로카시스아과 후르디아형 방사치류. 원래는 2023년까지 수수께끼로 여겨졌으나, 방사치류로 다시 재기재되었다. 동시기의 아이기로카시스속처럼 이 동물도 여과섭식자였으나 더 큰 먹이를 사냥했을 수도 있다. |                       |
| 프세우도앙구스티돈투스속 (Pseudoangustidontus) | P. izdigua            | Sagenograptus (Araneograptus) murrayi 구역                    | 여과섭식성의 아이기로카시스아과 후르디아형 방사치류. 원래는 2023년까지 수수께끼로 여겨졌으나, 방사치류로 다시 재기재되었다. 동시기의 아이기로카시스속처럼 이 동물도 여과섭식자였으나 더 큰 먹이를 사냥했을 수도 있다. |                       |
| 프세우도앙구스티돈투스속 (Pseudoangustidontus) | P. sp.                | Sagenograptus (Araneograptus) murrayi 구역                    | 여과섭식성의 아이기로카시스아과 후르디아형 방사치류. 원래는 2023년까지 수수께끼로 여겨졌으나, 방사치류로 다시 재기재되었다. 동시기의 아이기로카시스속처럼 이 동물도 여과섭식자였으나 더 큰 먹이를 사냥했을 수도 있다. |                       |

### 삼엽충
페주아타층에서 가장 큰 삼엽충은 폭풍이나 더 큰 포식자의 영향을 최소화하면서 산소가 풍부한 깊은 물에 서식하는 경향이 있다.
| 페주아타층의 삼엽충              | 페주아타층의 삼엽충 | 페주아타층의 삼엽충                                                                        | 페주아타층의 삼엽충 | 페주아타층의 삼엽충 |
| 속                               | 종                  | 층서                                                                                       | 비고 | 그림                |
| -------------------------------- | ------------------- | ------------------------------------------------------------------------------------------ | --- | ------------------- |
| 아게리나속 (Agerina)             | A. quadrata         | ?Cymatograptus protobalticus 구역, ?Baltograptus jacksoni 구역                             | 해안 퇴적층과 연안 퇴적층 사이의 과도기 구역의 중간 깊이에서 흔히 볼 수 있는 레이오스테기움과 삼엽충. |                     |
| 암픽스속 (Ampyx)                 | A. priscus          | ?Baltograptus jacksoni 구역 까지의 Araneograptus murrayi 구역.                             | 긴 뿔이 달리고 눈이 없는 라피도포루스과의 삼엽충으로 종종 구별되는 선형의 집단이 나타나 있다. 이 군집들은 현생 팔리누루스속 닭새우와 유사한 집단 습성으로 추정된다. 이들은 산란이나 탈피를 위한 생물학적 집합체나 폭풍과 같은 환경적 압력으로 인해 이동하는 집단이다. 다른 삼엽충들이 간혹 암픽스의 군집과 얽히기도 한다. 이 종은 시기에 따라 널리 분포하며 비교적 깊은(상해) 퇴적층에서 가장 흔하게 나타난다. |                     |
| 아나케이루루스속 (Anacheirurus)  | A. adserai          | Araneograptus murrayi 구역                                                                 | 길이가 최대 4.8cm인 작은 필레키아아과 케이루루스류 삼엽충으로, 비교적 깊은(상해) 퇴적층에서 흔히 볼 수 있다. 이 종의 화석은 캄브리아기 삼엽충과 유사한 형태의 부속지를 보존하는 것으로 알려져 있다. 후기 메라스피드 유생을 포함한 여러 생활 단계가 알려져 있다. 일부 표본은 이전에 레후아속 또는 파라필레키아속으로 잘못 식별되었을 수 있다.                                                                   |                     |
| 아파토케팔루스속 (Apatokephalus) | A. cf. incisus      | Araneograptus murrayi 구역, ?Cymatograptus protobalticus 구역                              | 비교적 얕은(근해 하부) 퇴적층에서 발견되는 드문 레모플레우리데스과 삼엽충. |                     |
| 아파토케팔루스속 (Apatokephalus) | A. sp.              | 페주아타 하부층, 페주아타 상부층                                                           | 레모플레우리데스과 삼엽충. |                     |
| 아사펠루스속 (Asaphellus)        | A. fezouataensis    | ?Baltograptus jacksoni 구역                                                                | 아사푸스류 고유종. 관련된 몸 화석과 생흔화석은 이 종을 특유의 휴식한 흔적인 Rusophycus carleyi를 만든 흔적 발생자로 식별하는 데 도움이 된다. 해안 퇴적층과 연안 퇴적층 사이의 과도기 구역의 중간 깊이에서 발견된다. |                     |
| 아사펠루스속 (Asaphellus)        | A. aff. jujuanus    | Araneograptus murrayi 구역, ?Cymatograptus protobalticus 구역, ?Baltograptus jacksoni 구역 | 몸길이가 최대 6.2cm에 이르는 크기가 작고 흔한 아사푸스류 삼엽충으로, 특정 깊이에 대한 명확한 우선성이 없다. |                     |
| 아사펠루스속 (Asaphellus)        | A. sp.              | Araneograptus murrayi 구역                                                                 | 아사푸스류. 후기 메라스피드 유생을 포함한 여러 생활 단계가 알려져 있다. |                     |
| 아사펠루스속 (Asaphellus)        | A. stubbsi          | Araneograptus murrayi 구역                                                                 | 길이가 최대 38cm에 이르는 대형 아사푸스류 삼엽충 고유종. 비교적 얕은 (연안층 하부) 퇴적층에서 발견된다. |                     |
| 아사펠루스속 (Asaphellus)        | A. tataensis        | Araneograptus murrayi zone, Upper Fezouata                                                 | 흔하지 않은 중간 크기의 고유종 아사푸스류 삼엽충. 일부 표본은 특이하게 납작한 더듬이가 화석화되었으며, 이는 아사푸스목에서 이러한 구조물 중 틀림없는 유일한 특성이다. 더듬이는 사냥이나 스케빈징을 보조하기 위해 특정 감각 기능을 가지고 있었을 수 있다. 비교적 얕은(연안층 하부) 퇴적층에서 발견된다. |                     |
| 아사폽시스속 (Asaphopsis)        | A. sp.              | 페주아타 하부층                                                                            | 디켈로케팔리나처럼 생긴 삼엽충. |                     |